# Saint-Priest-en-Jarez
Saint-Priest-en-Jarez is een gemeente in het Franse departement Loire (regio Auvergne-Rhône-Alpes). De plaats maakt deel uit van het arrondissement Saint-Étienne. Saint-Priest-en-Jarez telde op 1 januari 2022 6.318 inwoners.

## Geografie
De oppervlakte van Saint-Priest-en-Jarez bedroeg op 1 januari 2022 3,07 vierkante kilometer; de bevolkingsdichtheid was toen 2.058 inwoners per km².

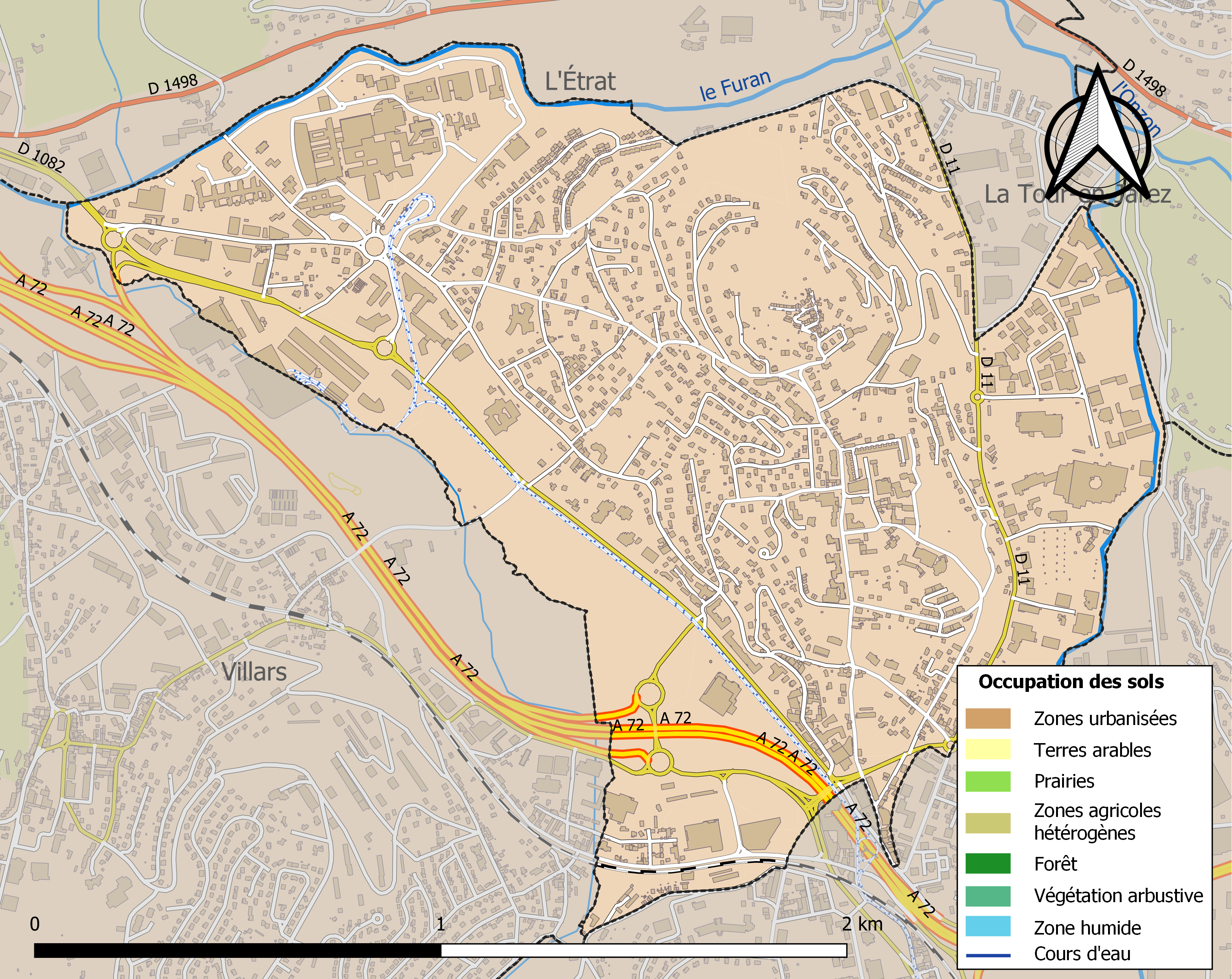
Kaart van de gemeente met de belangrijkste infrastructuur, bodemgebruik en omliggende gemeenten

## Demografie
Onderstaande figuur toont het verloop van het inwonertal (bron: INSEE-tellingen).

## Geboren
- Faouzi Ghoulam (1 februari 1991), Algerijns voetballer